# Batalla de Casilínum
La batalla de Casilínum, també coneguda com a batalla del Volturno o batalla de Càpua, tingué lloc el 554 entre les forces de l'Imperi Romà d'Orient i un contingent de Francs i Alamans. Els romans, liderats per Narses, van aconseguir la victòria.

## Antecedents
Després de la victòria romana a la batalla de Sena Gàl·lica, les tropes romanes orientals de Narses va desembarcar a Ancona i va seguir la costa adriàtica, però per travessar el Po i altres rius, s'havien destruït tots els passos menys el de Verona vigilat per Teia amb els soldats gots veterans. Amb la flota va fer construir ponts amb els quals l'exèrcit de terra va arribar a Ravenna i per la Via Flamínia cap a Roma on l'esperava el rei Tòtila. Els dos exèrcits es van trobar el juliol del 552a batalla de Tagines on sis mil gots van morir-hi, incloent-hi el mateix rei Tòtila. Teia fou escollit nou rei got i va tenir els seus quarters a Pavia i Verona, mentre Narses va forçar l'entrada a Roma sota la direcció dels generals Dagisteu i Bessus.
Teia va enviar emissaris per demanar ajut als Francs per lluitar contra Narses. El rei franc Teodobald s'hi va negar, però va permetre que dos capitosts dels alamans, els germans Leutharis i Butilinus, travessessin els Alps cap a Itàlia. Segons l'historiador Agàties, els dos germans lideraven un contingent de 75.000 homes, Francs i Alamans que el 553 travessaven el Po i capturaven Parma i derrotaven en batalla un contingent d'Hèruls, aliats dels Romans, comandats per Fulcaris. Molts gots del nord d'Itàlia s'uniren a ells, i Narses va ordenar als seus homes que es dispersessin pels fortins del centre d'Itàlia, mentre ell mateix passava l'hivern a Roma.
La primavera del 554, els dos germans arribaven al centre d'Itàlia, saquejant les terres fins a arribar a la regió del Samni. Allí van dividir les seves forces, amb Butilinus marxant cap al sud amb la part més gran de l'exèrcit per dirigir-se a l'Estret de Messina, mentre Leutharis comandava la resta cap a la Pulla i Òtranto. Malgrat tot, Leutharis aviat va canviar de parer i es va dirigir de tornada a les seves terres natals, carregats amb un quantiós botí. La seva avantguàrda, però, fou atacada i derrotada pel general Artàban a Fanum. Els supervivents arribaren al nord d'Itàlia i travessaren de nou els Alps, però durant la marxa patiren un brot d'una plaga i molts, Leutharis inclòs, moriren pel camí.
Butilinus, per la seva part, més ambiciós i probablement convençut pels gots per restaurar el seu regne amb ell assegut al tron, estava decidit a romandre a Itàlia. El seu exèrcit, però, també patí una plaga de disenteria i va perdre molts homes. Amb l'arribada de l'estiu va marxar cap a la regió de la Campània i va aixecar el seu campament a la riba del Volturno, defensant els costats amb una rampa de terres i carros de provisions. També va aixecar una torre de defensa per controlar el pont que travessava el riu.

## Batalla
Quan Narses va estar segur de la localització del campament franc, va marxar al seu encontre al capdavant de 18.000 homes, incloent un gran nombre de mercenaris Hèruls. Entre les seves tropes hi havia, a més d'infanteria, cavalleria pesant i arquers a cavall, que resultarien clau davant de les tropes enemigues formades bàsicament per infanteria. Quan estigueren a prop del campament franc, Narses va enviar al seu oficial armeni Carananges amb una força de cavalleria per tallar els seus subministraments. Carananges així ho va fer, capturant bastants carros a l'enemic i també va poder calar foc a la torre defensiva que controlava el pont. Després d'aquesta batussa, els dos exèrcits prengueren posicions per iniciar la batalla. En aquest punt, però, hi hagué un incident entre els Romans que va estar a punt de frustrar els plans de Narses. Un capità dels Hèruls va assassinar un servent i, en ser jutjat per Narses, no va reconèixer la seva culpa. Narses el va manar executar, provocant la indignació de la resta dels Hèruls, que amenaçaren en no prendre part de la batalla.
Malgrat tot, Narses va ordenar als soldats prendre posicions i seguint el model de la batalla de Tagines, va disposar la infanteria i arquers en el centre, amb cavalleria i arquers a cavall a les ales. Narses va prendre el comandament de l'ala dreta, mentre Artàban i Valerià prengueren el càrrec de l'esquerra. Seguint els precs del general hèrul Sindual, va deixar un forat en el centre perquè l'ocupessin els Hèruls, atès que Sindual va prometre que els seus prendrien part de la batalla. Al seu davant, els Francs prengueren la seva usual formació d'una sòlida columna d'infanteria, massa compacta per ser atacada a cavall o pels flancs.
Informats per dos desertors Hèruls, els Francs decidiren atacar abans que Sindual pogués convèncer els seus de tornar al camp de batalla. Avançant en formació, toparen contra el centre dels Romans i aviat penetraren en el forat deixat pels Hèruls, amenaçant de trencar les línies romanes. Llavors Narses va avançar amb la cavalleria de les ales, en un moviment que donava a entendre una càrrega contra la columna dels Francs des d'ambdós costats. Aquests s'aturaren, preparant-se per rebre la càrrega de la cavalleria romana, però en lloc d'això, Narses es va aturar lluny d'ells, ordenant als arquers a cavall que llancessin un núvol de fletxes contra la massa enemiga.
Els Francs no van voler trencar la formació, per por a exposar-se a una càrrega de la cavalleria, així que foren caient fins que alguns soldats no pogueren resistir més i emprengueren la fugida. En aquell moment, a més, Sindual va retornar amb els Hèruls. Davant del total desordre, la cavalleria romana va carregar contra ells un cop i un altre, provocant una gran matança.

## Conseqüències
Butelinus i la major part dels seus homes moriren durant la batalla, i segons Agàties els romans només patiren 80 baixes. Els nombres semblen exagerats, però no hi ha dubte que la victòria de Narses fou total, marcant el triomf final de l'Imperi en terres italianes.